# 라온 (마신)
라온은 칸라온 또는 악마 라라혼으로도 알려진, 네그로스 섬의 칸라온 화산에서 온 강력한 마신(魔神)이자 정령(Spirit)이다.
라온은 때로는 불과 수확의 신, 때로는 폭군 같은 악마로 간주된다. 그는 풍성한 수확을 가져올 수도 있고, 메뚜기 떼나 화산 폭발 같은 재앙을 일으킬 수도 있다. 전설에 따르면, 라온은 남성으로도, 여성으로도 나타난다.
라온(Laon)은 필리핀 신화에서 신이자 악마로 여겨진다. 일부 지역에서는 라온을 수확과 화산의 신으로 숭배했지만, 다른 지역에서는 파괴와 재앙을 일으키는 악령으로 두려워했다.

## 참고문헌
1. 1 2  Demetrio, Francisco R. (1991). 《The Soul Book: Introduction to Philippine Pagan Religion》. GCF Books. 12, 13, 15쪽.
2. ↑  Blair, Emma Helen; Robertson, James Alexander; Bourne, Edward Gaylord (1903). 《The Philippine Islands, 1493–1803》. 5 (1582–1583). The Arthur H. Clark Company.
3. ↑  Yuste, Eduardo Descalzo (2010). 〈La historia natural y moral de Filipinas en la obra de Pedro Chirino, S.I. (1557-1635)〉. 《Ciencia Y Cultura entre Dos Mundos: Segundo Simposio》. Fundación Canaria Orotava. 25–48쪽. ISBN 9788461550449.
4. 1 2  Blumentritt, Fernando (1895). 《Diccionario Mitologico de Filipinas》.
5. ↑  LeRoy, James A.; Blair, Emma Helen; Robertson, James Alexander; Bourne, Edward Gaylord (October 1903). “The Philippine Islands, 1493-1803”. 《The American Historical Review》 9 (1): 149. doi:10.2307/1834235. ISSN 0002-8762.
6. ↑  Realubit, Maria Lilia (1990년 12월 31일). “A Survey of Contemporary Bikol Writing: A Bibliographical Note”. 《Philippine Studies: Historical and Ethnographic Viewpoints》 38 (4). doi:10.13185/2244-1638.1314. ISSN 2244-1638.
7. ↑  Coello de la Rosa, Alexandre (2022년 1월 18일). ““Against Muhammad’s Perfidy”: The Jesuit Francisco Combés and His Relación de las islas Filipinas (c. 1654)”. 《Journal of Jesuit Studies》 9 (2): 180–206. doi:10.1163/22141332-09020002. ISSN 2214-1324.